# Vullnet Sinaj
Vullnet Sinaj (ur. 20 sierpnia 1965) – deputowany do Zgromadzenia Albanii z ramienia Socjalistycznej Partii Albanii.

## Życiorys
W 1988 roku ukończył studia na Akademii Wojskowej w Tiranie.
Administrował przedsiębiorstwami Tirana Cash & Carry SH.P.K (2009-2015) i Big Alb Group (2010-2014), pracując w nich w latach 2015-2017 jako konsultant biznesowy.
W wyborach parlamentarnych z 2017 roku uzyskał mandat do Zgromadzenia Albanii, reprezentując w nim Socjalistyczną Partię Albanii.